# Julia Klöckner
Julia Klöckner (Bad Kreuznach, 16 december 1972) is een Duitse politica namens de Christlich Demokratische Union Deutschlands (CDU). Sinds 25 maart 2025 is ze voorzitter van de Bondsdag.

## Biografie
Julia Klöckner groeide op in Guldental als dochter van een wijnboer. Na het behalen van haar Abitur in 1992 ging ze politieke wetenschappen, katholieke theologie en pedagogiek studeren aan de Johannes Gutenberg Universiteit in Mainz. In 1994 trad ze voor het eerst in de openbaarheid toen ze gekozen werd als wijnkoningin van de wijnstreek Nahe. Een jaar later werd ze wijnkoningin van heel Duitsland. Tijdens haar studiejaren was Klöckner tevens actief als godsdienstonderwijzeres op een lagere school in Biebrich (Wiesbaden). Ze rondde haar studie in 1998 af en was vervolgens werkzaam als freelancer bij televisiezender SWR (1998–2002), redacteur van het tijdschrift Weinwelt (2000–2002) en hoofdredacteur van het tijdschrift Sommelier (2001–2009).
Klöckner had tussen 2000 en 2017 een liefdesrelatie met journalist Helmut Ortner. Tussen 2019 en 2023 was ze getrouwd met ondernemer Ralph Grieser. Ze heeft geen kinderen.

### Politieke loopbaan
In 1996 sloot Klöckner zich aan bij de Junge Union, de jongerenorganisatie van de christendemocratische CDU. Voor die partij was ze aanvankelijk actief op lokaal niveau in Bad Kreuznach. Bij de federale verkiezingen van 2002 werd ze voor het eerst verkozen als parlementslid in de Bondsdag in Berlijn. Ze behield er haar zetel aanvankelijk tot 2011.
Klöckner werd in 2010 verkozen tot partijleider van de CDU in de deelstaat Rijnland-Palts. Bij de deelstaatverkiezingen aldaar van maart 2011 nam ze het als Spitzenkandidaat op tegen de toenmalige minister-president Kurt Beck (SPD), waarbij de CDU (ondanks een redelijke winst) nipt verslagen werd. Klöckner verliet de Bondsdag en werd oppositieleider in de Landdag van Rijnland-Palts, een functie die ze tot 2018 zou bekleden. Ook bij de deelstaatverkiezingen van 2016 slaagde ze er niet in de SPD (toen onder leiding van Malu Dreyer) voorbij te streven.
Klöckner keerde terug naar de landelijke politiek toen ze in maart 2018 aangesteld werd als minister van Voeding en Landbouw in het vierde kabinet van bondskanselier Angela Merkel. Deze functie behield ze tot december 2021, toen een nieuwe bondsregering aantrad zonder de CDU. Klöckner nam opnieuw zitting in de Bondsdag en bleef de gehele 20ste legislatuur in het parlement.
Na de Bondsdagverkiezingen van 2025 werd Klöckner door de CDU/CSU-fractie naar voren geschoven als kandidaat voor het Bondsdagvoorzitterschap. Op 25 maart 2025 werd ze met 61 procent van de stemmen gekozen tot Bondsdagvoorzitter (Bundestagspräsidentin). Ze is de vierde vrouw die dit ambt bekleedt.
- Gemeinsame Normdatei: 120286785
- International Standard Name Identifier: 0000 0000 8016 9981
- Library of Congress Control Number: no2016097846
- Système universitaire de documentation: 244031185
- Virtual International Authority File: 839486
- WorldCat: E39PBJbxCdTrhKkgRxptxyGvHC